# Campionato francese di rugby a 15 1955-1956
Il Campionato francese di rugby a 15 1955-56 fu conquistato dal FC Lourdes che superò l'US Dax in finale.

## Formula
- 48 squadre divise in 6 gironi da 8
- si qualificano per i sedicesimi di finale le prime 5 di ogni gruppo e le due migliori seste.

## Contesto
Il Torneo delle Cinque Nazioni 1956 fu vinto dal Galles, la Francia terminò al secondo posto
Il Challenge Yves du Manoir fu vinto dal Lourdes che sconfisse l'USA Perpignan in finale.

## Fase di qualificazione
In grassetto le qualificate per i sedicesimi
| - SC Angoulême - Aviron bayonnais - RC Narbonne - US Montauban - FC Auch - US Dax - Céret sportif - USA Perpignan | - SC Graulhet - Stade toulousain - Stade aurillacois - SC Tulle - CS Vienne - FC Lourdes - USA Limoges - Stade rochelais | - Paris université club - Stade hendayais - RC Toulon - Stadoceste tarbais - CA Périgueux - CA Bègles - SU Agen - FC Grenoble |
| - US Romans - Cahors rugby - SC Mazamet - Roanne - Tyrosse RCS - SC Albi - AS Béziers - Côte vermeille            | - Stade montois - AS Soustons - Niort - Stade lavelanétien - Racing club de France - US Bergerac - Cognac - RC Vichy     | - Biarritz olympique - Section paloise - Montélimar - AS Montferrand - Lyon OU - Castres olympique - US Carmaux - TOEC        |

## Sedicesimi di finale
In grassetto le qualificate agli ottavi
| Squadra 1             | Squadra 2             | Risultati |
| --------------------- | --------------------- | --------- |
| FC Lourdes            | Stadoceste tarbais    | 32-11     |
| CA Périgueux          | US Romans             | 8-6       |
| Racing club de France | FC Grenoble           | 29-10     |
| Stade toulousain      | Paris université club | 9-8       |
| Section paloise       | Stade lavelanétien    | 3-0       |
| SU Agen               | Tyrosse RCS           | 11-3      |
| Stade montois         | RC Narbonne           | 9-3       |
| RC Toulon             | Cognac                | 8-0       |
| US Dax                | Cahors rugby          | 13-3      |
| AS Montferrand        | RC Vichy              | 11-9      |
| USA Perpignan         | SC Albi               | 17-0      |
| Aviron bayonnais      | US Carmaux            | 14-5      |
| Castres olympique     | Biarritz olympique    | 8-0       |
| SC Mazamet            | SC Graulhet           | 13-11     |
| SC Tulle              | AS Béziers            | 6-3       |
| SC Angoulême          | CS Vienne             | 8-6       |

## Ottavi di finale
In grassetto le qualificate ai quarti
| Squadra 1             | Squadra 2        | Risultati |
| --------------------- | ---------------- | --------- |
| FC Lourdes            | CA Périgueux     | 24-3      |
| Racing club de France | Stade toulousain | 15-3      |
| Section paloise       | SU Agen          | 12-8      |
| Stade montois         | RC Toulon        | 8-0       |
| US Dax                | AS Montferrand   | 12-6      |
| USA Perpignan         | Aviron bayonnais | 11-3      |
| Castres olympique     | SC Mazamet       | 10-8      |
| SC Tulle              | SC Angoulême     | 6-3       |

## Quarti di finale
In grassetto il qualificate alle semifinali
| Squadra 1         | Squadra 2             | Risultati |
| ----------------- | --------------------- | --------- |
| FC Lourdes        | Racing club de France | 14-3      |
| Section paloise   | Stade montois         | 14-9      |
| US Dax            | USA Perpignan         | 11-0      |
| Castres olympique | SC Tulle              | 3-0       |

## Semifinali
| Squadra 1  | Squadra 2         | Risultati |
| ---------- | ----------------- | --------- |
| FC Lourdes | Section paloise   | 3-0       |
| US Dax     | Castres olympique | 3-0       |

| Arbitro: | Ange Siccardi |

| |            | |
| mete: A.Labazuy e Tarricq trasf.: A.Labazuy c.p.: A.Labazuy 2 Drop: Jean Prat 2 | Marcatori  | |
| Jean-Louis Taillantou Pierre-André Capdevielle Thomas Manterola André Laffond Louis Guinle Henri Domec Jean Prat Jean Barthe François Labazuy Antoine Labazuy Pierre Tarricq Guy Calvo Maurice Prat Henri Rancoule Pierre Lacaze | Formazioni | Christian Lasserre Jean Bachelé André Bérilhe Pierre Augé René Lapique Roland Darracq Gaston Dubois Daniel Labadie Pierre Castra Claude Boniface Jean Susbielle Paul Lasaosa Jean Othats Raymond Albaladejo Pierre Albaladejo |